# Пиньейрал
Пиньейрал (порт. Pinheiral) — муниципалитет в Бразилии, входит в штат Рио-де-Жанейро. Составная часть мезорегиона Юг штата Рио-де-Жанейро. Входит в экономико-статистический микрорегион Вали-ду-Параиба-Флуминенси. Население составляет 20 885 человек на 2007 год. Занимает площадь 76,793 км². Плотность населения — 271,96 чел./км².
Праздник города — 13 июня.

## История
Город основан в 1995 году.

## Статистика
- Валовой внутренний продукт на 2005 год составляет 116 565 000,00 реалов (данные: Бразильский институт географии и статистики).
- Валовой внутренний продукт на душу населения на 2005 год составляет 5581,28 реалов (данные: Бразильский институт географии и статистики).
- Индекс развития человеческого потенциала на 2000 год составляет 0,796 (данные: Программа развития ООН).

## География
Климат местности: горный тропический. В соответствии с классификацией Кёппена, климат относится к категории Cwa.